# О (четвёртая буква старомонгольского алфавита)
ᠣ‌ (монг. о үсэг, о усэг; маньчж. ᡥᡝᡵᡬᡝᠨᡳ ᠣ‌, хэргэни о) — четвёртая буква старомонгольского алфавита, используемая для записи монгольского, маньчжурского и сибинского языков, ранее также использовавшаяся в бурятском языке, и в несколько изменённом виде — в калмыцком и ойратском.

## Использование
В чахарском диалекте монгольского языка обозначает звук [ɔ], а в халхаском — [ɔ], [ə] или нуль.
В тодо-бичиг — разновидности старомонгольского письма, использовавшейся для записи калмыцкого и ойратского языков с XVII века и до сих пор используемой ойратами Китая, — используется форма буквы с угловатым гэдэсом — ᡆ, которая обозначает звук [ɔ], а для обозначения долгого звука [ɔː] используется буква о в сочетании со специальным знаком удан (ᡃ) — ᡆᡃ.
В маньчжурском алфавите буква обозначает звук [ɔ].
В бурятском алфавите на основе старомонгольского письма также обозначала звук [ɔ].

## Происхождение
О усэг происходит от староуйгурской буквы вав (изолированная и начальная формы — от букв алеф и вав), в свою очередь происходящей от согдийской буквы алеф (𐼴).

## Написание
- Отдельное написание — ᠣ.
- Эх (начало) — в начале слова состоит из титэма и гэдэса ( ᠣ‍ ).
- Дунд (середина) — в середине слова состоит из одного гэдэса ( ‍ᠣ‍ ).
- Адаг (конец) — в конце односложных слов пишется гэдэс ( ‍ᠣ᠋ ), в словах из двух и более слогов пишется гэдэс с хвостом ( ‍ᠣ ).

Изолированная «О»
«О» в начале слова (титэм и гэдэс)
«О» в середине слова (гэдэс)
«О» в конце слова (гэдэс)
«О» в конце слова (гэдэс с хвостом)
Изолированная «О» в тодо-бичиг
«О» в начале слова в тодо-бичиг
«О» в середине слова в тодо-бичиг
«О» в конце слова в тодо-бичиг